# Wunderlichioideae
Wunderlichioideae  (лат.) — подсемейство цветковых растений семейства Астровые (Asteraceae).
Растения встречаются, преимущественно, в Венесуэле и Гайане. Некоторые виды натурализовались на юго-западе Китая и в восточной части Южной Америки.
Подсемейство включает около 24 видов в 8 родах; выделяют две трибы:
- Hyalideae
- Wundelichieae